# Michael Dunn
Michael Dunn, de nom real Gary Neil Miller (Shattuck, Oklahoma, Estats Units, 20 d'octubre de 1934 − Londres, Regne Unit, 29 d'agost de 1973) va ser un actor i cantant estatunidenc. És conegut pel seu paper del Doctor Miguelito Loveless, el dolent recurrent de la sèrie The Wild Wild West.

## Biografia
Té cinc anys quan els seus pares s'assabenten que pateix nanisme (d'adult, mesura 1 metre 19), cosa que no li impedeix continuar una escolaritat normal. El 1953, entra a la Universitat de Michigan, però un accident a la cama el força a abandonar. Marxa llavors a la Universitat de Florida on es gradua el 1958. Treballant com a cantant en bars per pagar els seus estudis, descobreix la seva vocació d'actor.
Després de diversos petits oficis, marxa a Nova York. Treballa al teatre a Broadway, on és nominat al Tony Award per a un paper a The Ballad of the Sad Cafe  d'Edward Albee. Té papers en sèries de televisió i en el cinema, i és de nou nominat, aquesta vegada als Oscars pel seu paper de narrador a El vaixell dels bojos (Ship of Fools, 1965). Entre 1965 i 1968, interpreta el paper del doctor Miguelito Loveless en deu episodis de la sèrie The Wild Wild West. El 1968, treballa al costat d'Elizabeth Taylor a Boom!  i el 1970, Jane Birkin li dona la rèplica a Trop petit mon ami.
Malalt d'insuficiència pulmonar, tractat per a una artritis amb l'ajuda de barbitúrics, mor als 38 anys, a Anglaterra on havia anat per a un rodatge.

## Filmografia
- 1962: Without Each Other, de Saul Swimmer
- 1964: Arrest and Trial (sèrie TV)
  - The Revenge of the Worm, de Charles S. Dubin (1964)
- 1964: East Side/West Side (sèrie TV)
  - Here Today (1964)
- 1965: El vaixell dels bojos (Ship of Fools), de Stanley Kramer
- 1965: Superagent 86 (Get Smart), de Mel Brooks i Buck Henry (sèrie TV)
  - Mr Big, de Howard Morris (1965)
- 1965 a 1968: The Wild Wild West, de Michael Garrison (sèrie TV)
- 1965: Burke's Law, d'Ivan Goff, Ernest Kinoy i Ben Roberts (sèrie TV)
  - The Prisoners of Mr. Sin (1965)
- 1966: Run for Your Life, de Roy Huggins (sèrie TV)
  - The Dark Beyond the Door (1966)
- 1966: You're a Big Boy Now, de Francis Ford Coppola
- 1967: Voyage to the Bottom of the Sea (sèrie TV)
  - The Wax-Men, de Harmon Jones (1967)
- 1967: The Monroes (sèrie TV)
  - Ghosts of Paradox (1967)
- 1968: Madigan, de Don Siegel
- 1968: No Way to Treat a Lady, de Jack Smight
- 1968: Boom, de Joseph Losey
- 1968: Star Trek, de Gene Roddenberry (sèrie TV)
- 1968: Kampf um Rom, de Robert Siodmak
- 1969: Justine, de George Cukor
- 1970: Trop petit mon ami, d'Eddy Matalon
- 1970: Bonanza, de Fred Hamilton (sèrie TV)
  - It's a Small World, de Michael Landon (1970)
- 1971: Murders in the Rue Morgue, de Gordon Hessler
- 1972: Night Gallery (sèrie TV)
  - The Sins of the Fathers, de Jeannot Szwarc (1972)
- 1972: Goodnight, My Love, de Peter Hyams (TV)
- 1973: The Werewolf of Washington, de Milton Moses Ginsberg
- 1974: Terror! Il castello delle donne maledette, de Robert Oliver
- 1974: La Loba y la Paloma, de Gonzalo Suárez
- 1974: Les mutacions (The Freakmaker), de Jack Cardiff
- 1974: L'abdicació (The Abdication), d'Anthony Harvey
- 2005: Ce Nain que je ne saurais voir: de Christophe Bier amb Jean-Yves Thual

## Premis i nominacions
Nominacions
- 1966: Oscar al millor actor secundari per El vaixell dels bojos